# Bertowo
Bertowo is een plaats in het Poolse district  Aleksandrowski, woiwodschap Koejavië-Pommeren. De plaats maakt deel uit van de gemeente Waganiec en telt 123 inwoners.